# حاتم بوريال
حاتم بوريال هو صحفي و شاعر إذاعي تونسي. يعمل حالياً في إذاعة تونس الدولية.

## الدراسة
درس حاتم بوريال في الولايات المتحدة.